# Raffaele de Courten
Raffaele de Courten (* 23. September 1888 in Mailand; † 23. September 1978 in Frascati) war ein italienischer Admiral.

## Leben
Nach seiner Ausbildung an der Marineakademie in Livorno diente er auf verschiedenen Kriegsschiffen, darunter auf den Schlachtschiffen Vittorio Emanuele und Benedetto Brin. Während des Ersten Weltkriegs diente er bei den italienischen Marinefliegern. Im Mai 1915 nahm er in einem Luftschiff an einem Angriff auf den österreichischen Stützpunkt in Pola teil, in dessen Verlauf das Luftschiff abgeschossen wurde und die Besatzung in Gefangenschaft geriet. Zwischen den beiden Weltkriegen kommandierte er U-Boote und Zerstörer. Von 1933 bis 1936 war de Courten italienischer Marineattaché in Deutschland.
Während des Zweiten Weltkriegs befehligte er als Konteradmiral die 7. und dann 8. Kreuzerdivision der italienischen Marine und nahm u. a. am ersten Syrtegefecht und an den Operationen Vigorous und Harpoon im Juni 1942 teil.
Nach der Absetzung Mussolinis wurde er in der Regierung Badoglios am 27. Juli 1943 Nachfolger des Admirals Arturo Riccardi auf dem Posten des Marineministers. De Courten versuchte vor und nach dem Waffenstillstand vom 8. September 1943, den Zusammenhalt und die Interessen der Flotte zu sichern. Obwohl sie von 1943 bis 1945 mit Teilen auf alliierter Seite operierte, musste sie im nachfolgenden Friedensvertrag harte Einschränkungen und Begrenzungen hinnehmen. Ende 1946 trat de Courten auf Grund dieser als überzogen empfundenen Klauseln aus Protest von seinem Posten als Stabschef der Marine zurück.